# 盧氏光鰓魚
盧氏光鰓魚（學名：Chromis lubbocki），又稱盧氏光鰓雀鯛，是輻鰭魚綱鱸形目雀鯛科光鰓魚屬的其中一種，分布於中東大西洋維德角群島海域，深度0至15公尺，體長可達12.5公分，棲息在近海岩礁，以浮游生物為食，繁殖期時成對出現，雄魚會守護卵直到孵化，生活習性不明。